# 尼古拉斯·拉舍
尼古拉斯·拉舍（英語：Nicholas Rusher，1999年6月10日—），美国男子赛艇运动员。他曾代表美国参加2024年夏季奥林匹克运动会赛艇比赛，获得男子八人单桨有舵手铜牌。